# Флоренс Вулворд

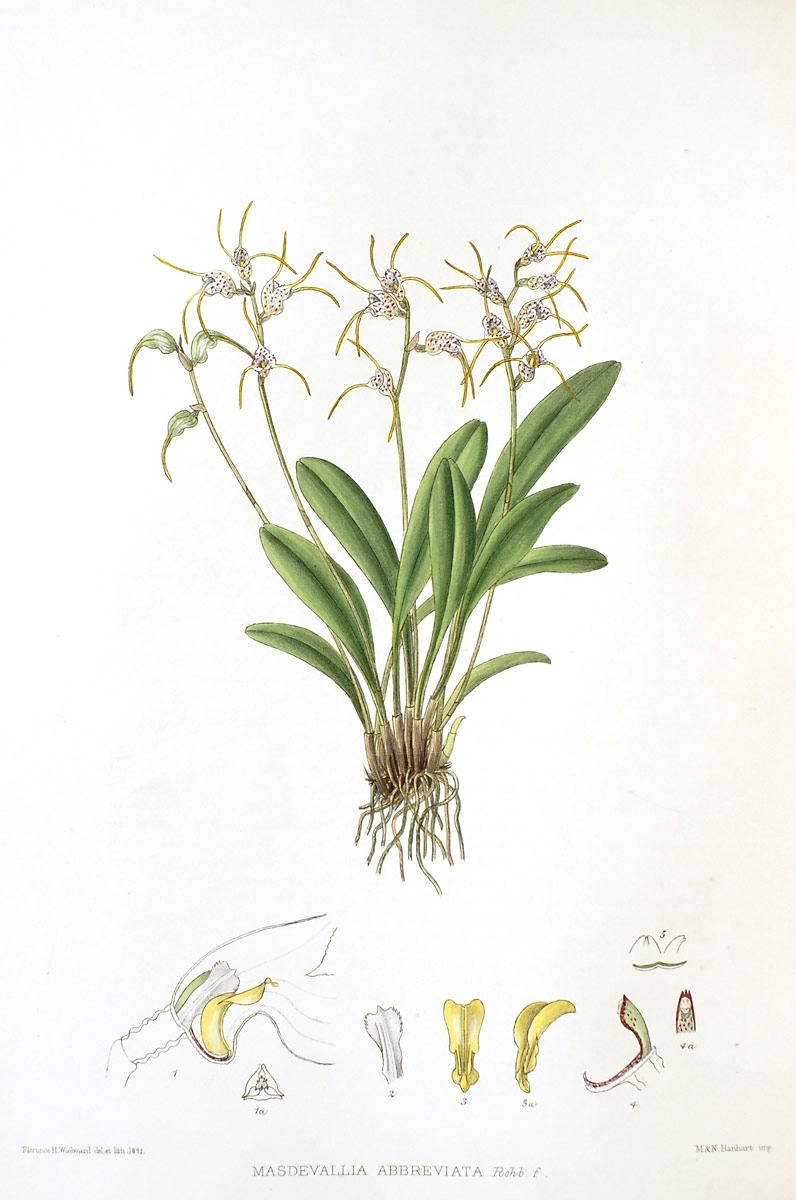
Masdevallia abbreviata

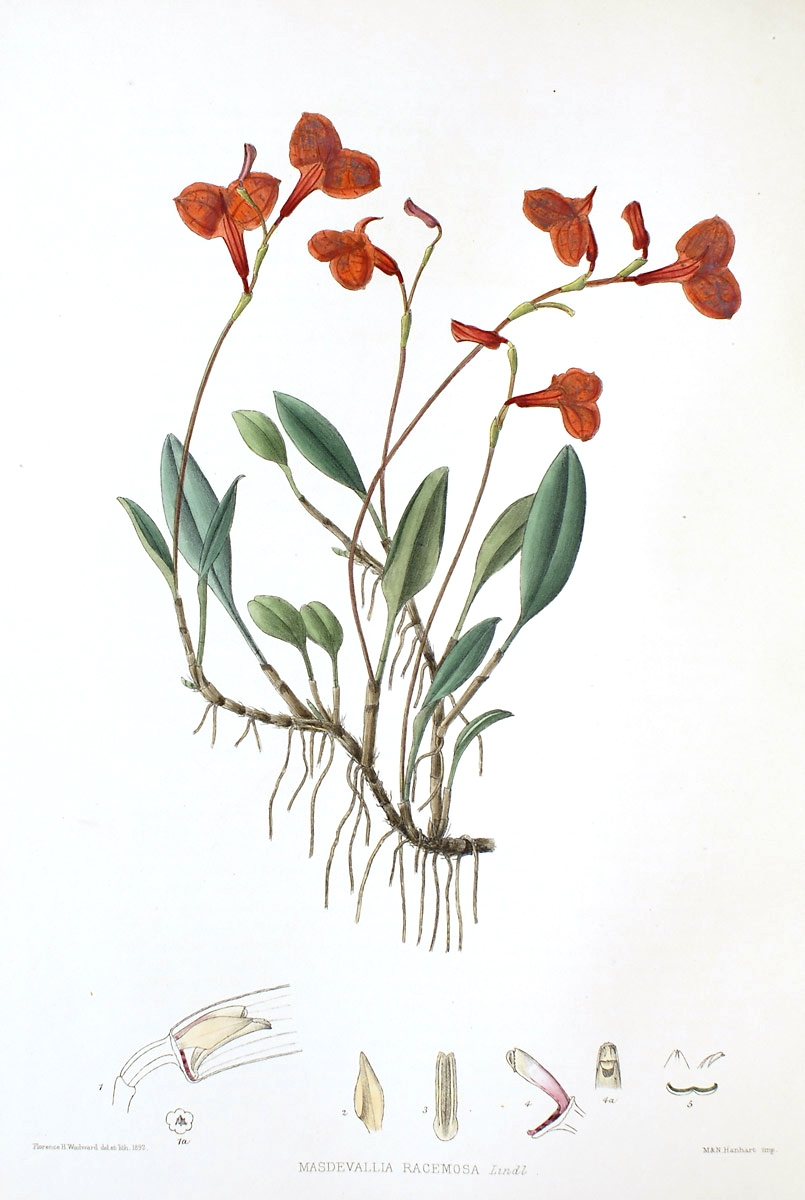
Masdevallia racemosa

Флоренс Вулворд (англ. Florence Woolward; 1854—1936) — англійська ботанічна ілюстраторка та автор. Шомберг Керр, 9-й маркиз Лотіан доручив Флоренс Вулворд намалювати його велику колекцію орхідей, яка була опублікована частинами між 1891 і 1896 роками під назвою "The Genus Masdevallia".

## Біографія
Флоренс Вулворд була вільною художницею, донькою священника преподобного Вулворда. Вона жила в Белтоні, Лінкольншир, і хоча отримала формальної освіти як художник чи ботанік, Вулворд завершила проект для Шомберга, а згодом почала працювати у музей природознавства в Лондоні.
"The Genus Masdevallia" вважається однією з найкращих ілюстрованих книг вікторіанської доби про орхідеї. Маркіз захоплювався орхідеями та мав значну колекцію в абатстві Ньюбатл у Шотландії. Гербарій з абатства Ньюбатл досі зберігається в Музеї природознавства. Провівши близько десяти років у візитах до абатства Ньюбатл, Вулворд зобразила понад 350 орхідей.
Після того, як виникли проблеми з пошуком професійного ботаніка для ботанічного опису, що супроводжує кожну пластину, Вулворд вирішила описувати сама, і робота з’явилася в дев’яти частинах між 1891 і 1896 роками, кожна частина з десятьма пластинами та текстом, а остання частина мала лише сім пластин. Кожен вид орхідеї має докладні нотатки про своє середовище зростання в Андах, і вони були написані Леманном. Деякі з оригіналів, написаних від руки, зберігаються в його сім’ї у Попаяні, а також лист від Вулворд. Пластини були літографовані самою Флоренс – на розфарбованих вручну пластинах зображено види орхідей Masdevallia у натуральну величину. Спочатку було заплановано 250 примірників, але, здається, було видано лише 150. У вступі Вулворд пише про свою участь у підготовці книги: «Безсумнівно, у ботанічній роботі корисно, що особа, яка робить оригінальний малюнок з натури, повинна також літографувати пластини та вказувати кольори, які використовуватиме колорист, тому що, таким чином, робота проходить через менше рук і, швидше за все, виявиться більш точною".
Переплетені томи картин Вулворд з орхідеями та грибами залишилися спадкоємцям маркіза. Її пізніші роботи для Музею природознавства є зразком креслярської майстерності та ботанічної точності. Робота Вулворд над зображеннями в'язів та тополь завершилася приблизно у 1908 році, а створення пейзажів - дещо раніше. Відтоді вона більше не створювала жодних робіт.
Після опублікування "The Genus Masdevallia" деякі оригінальні пластини залишилися у власності родини Вулворд, але їхнє місцезнаходження залишалося невідомим. Нарешті вони були знайдені двома племінницями Вулворд, які жили на території Валлійської марки. У старій скрині були не тільки тарілки, але й «фотографії в рамках, порцеляна, розписана вручну і пам'ятні речі». Картини було передано до Королівських ботанічних садів в К'ю.